# 手稲渓仁会病院
手稲渓仁会病院（ていねけいじんかいびょういん）は、札幌市手稲区にある病院。

## 概要
手稲渓仁会病院は、急性期総合医療と専門的な医療によって札幌西地域の基幹病院としての役割を果たしている。「DPC医療機関群II群（高診療密度病院）」、「地域医療支援病院」、「地域がん診療連携拠点病院」、「救命救急センター」、「ドクターヘリ道央基地病院」、「北海道災害拠点病院」、「初期臨床研修指定病院」などの指定を受けている。

## 沿革
- 1987年
  - 6月：手稲渓仁会病院開設準備室設置
  - 12月：手稲渓仁会病院開院 許可病床数（500床）
- 1988年7月：救急病院指定
- 1990年3月：総合病院承認
- 1991年8月：特定集中治療室施設基準承認
- 1997年
  - 4月：臨床研修病院指定（厚生省）臓器別センター方式採用
  - 4月：B棟開設
- 1997年
  - 4月：救急部開設（2009年1月より救急科）
  - 10月：許可病床数変更（524床）
- 1998年
  - 4月：D棟開設
  - 8月：医薬分業（完全）開始
  -  10月：手稲渓仁会病院ボランティア「青い鳥」発足
- 1999年7月：開放型病床承認
- 2000年
  - 5月：手稲渓仁会クリニック開院
  - 9月：電子カルテ導入
- 2001年
  - 2月：ISO9001審査登録
  - 4月：北米方式臨床研修システム導入
  - 5月：治験管理センター開設
  - 10月：地域周産期母子医療センター認可
- 2002年
  - 4月：はまなす訪問看護ステーション併設
  - 8月：ドクターヘリ研究運航開始
- 2002年12月：立体駐車場開設
- 2003年12月：ISO14001審査登録
- 2004年5月：DPC試行的適用病院指定
- 2005年
  - 4月：救命救急センター指定（北海道）
  - 4月：ドクターヘリ正式運航認定（北海道）
  - 9月：病院機能評価認定
- 2006年4月：DPC対象病院指定
- 2007年
  - 5月：E棟（救命救急センター）開設
  - 5月 ：許可病床数変更（547床）
- 2007年
  - 9月　脳卒中ケアユニット開設
  - 12月　外来化学療法室開設
- 2008年4月：がん治療管理センター開設（2019年4月オンコロジーセンターに改称）
- 2009年4月：地域がん診療連携拠点病院指定（厚生労働省）
- 2010年
  - 7月：NICU開設
  - 7月：許可病床数変更（550床）
- 2011年11月：災害拠点病院指定（北海道）
- 2012年
  - 10月：地域医療支援病院指定（北海道）
  - 10月：渓仁会ビル開設
- 2013年
  - 2月：HCU開設
  - 2月：許可病床数変更（562床）
- 2014年
  - 10月：E5病棟開設
  - 10月：許可病床数変更（595床）
- 2015年
  - 12月：F棟開設
  - 12月：許可病床数変更（636床）
- 2016年
  - 8月：GCU開設
  - 9月：許可病床数変更（656床）    
  - 10月：患者サポートセンター開設
- 2017年6月：許可病床数変更（670床）
- 2018年4月：TQMセンター開設
- 2020年1月：がんゲノム医療連携病院指定（厚生労働省）
- 2022年4月：手稲渓仁会クリニックを手稲渓仁会病院へ統合

## 機関指定
| 保険医療機関                           | 国民健康保険療養取扱機関                       |
| DPC（診断群分類包括評価）対象病院      | 労災保険指定病院                               |
| 結核予防法指定病院                     | 生活保護法指定病院                             |
| 自立支援医療機関                       | 身体障害者福祉法指定病院                       |
| 指定難病・小児慢性特定疾病指定医療機関 | 特定疾患治療研究委託病院                       |
| 母体保護法指定医療機関                 | 札幌市・石狩市・小樽市乳幼児医療費助成取扱病院 |
| 札幌市・石狩市乳がん検診実施病院       | 原子爆弾被爆者医療取扱病院                     |
| 予防接種委託医療機関                   | 養育医療機関指定病院                           |
| 特定不妊治療費助成指定機関             | 児童福祉施設（助産施設）                       |
| 臨床研修指定病院                       | 地域がん診療連携拠点病院                       |
| 災害拠点病院（地域災害医療センター）   | 地域医療支援病院                               |
| 救命救急センター                       | 救急告示病院（救急指定病院）                   |
| 札幌市救急二次・三次体制常時協力病院   | 病院群輪番病院                                 |

## 診療科等

### 手稲渓仁会病院
診療科
- 内科
- 呼吸器内科
- 循環器内科
- 消化器内科
- 外科
- 呼吸器外科
- 乳腺外科
- 心臓血管外科
- 整形外科
- 脳神経外科
- 形成外科
- 精神保健科
- リウマチ科
- 小児科
- 皮膚科
- 泌尿器科
- 産科
- 婦人科
- 眼科
- 耳鼻咽喉科
- リハビリテーション科
- 麻酔科
- 歯科
- 歯科口腔外科
- 小児歯科
- 血液内科
- 腎臓内科
- 消化器外科
- 頭頸部外科
- 放射線診断科
- 放射線治療科
- 病理診断科
- 臨床検査科
- 救急科
- 腫瘍内科

専門外来
- ストーマケア外来
- 助産師外来

部門
- 集中治療室
- 人工透析室
- 看護部
- 薬剤部
- 診療技術部
- 臨床検査部
- リハビリテーション部
- 臨床工学部
- 栄養部
- 地域連携福祉センター
- がん治療管理センター
- 治験管理センター

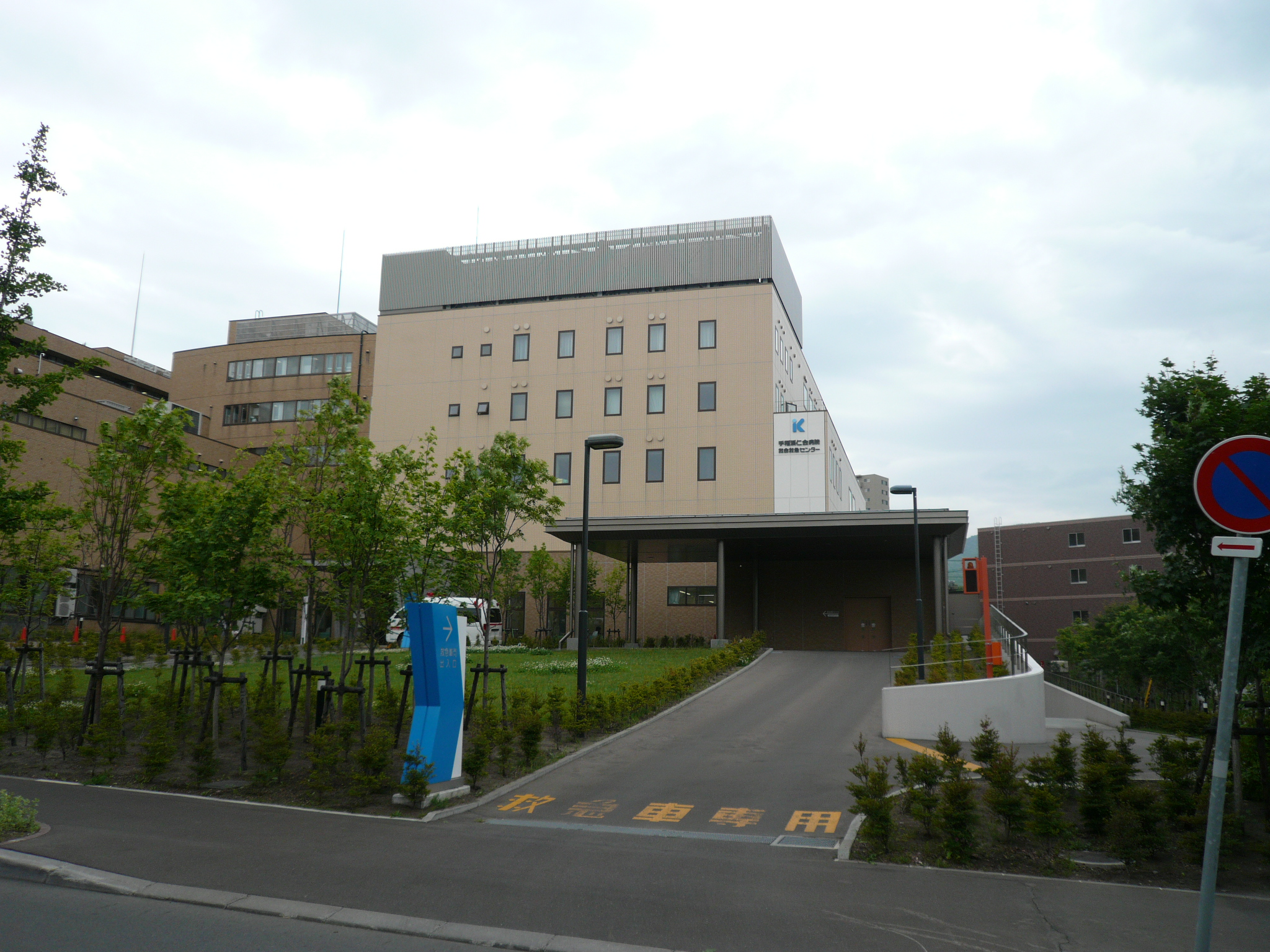
救命救急センター（2009年6月）
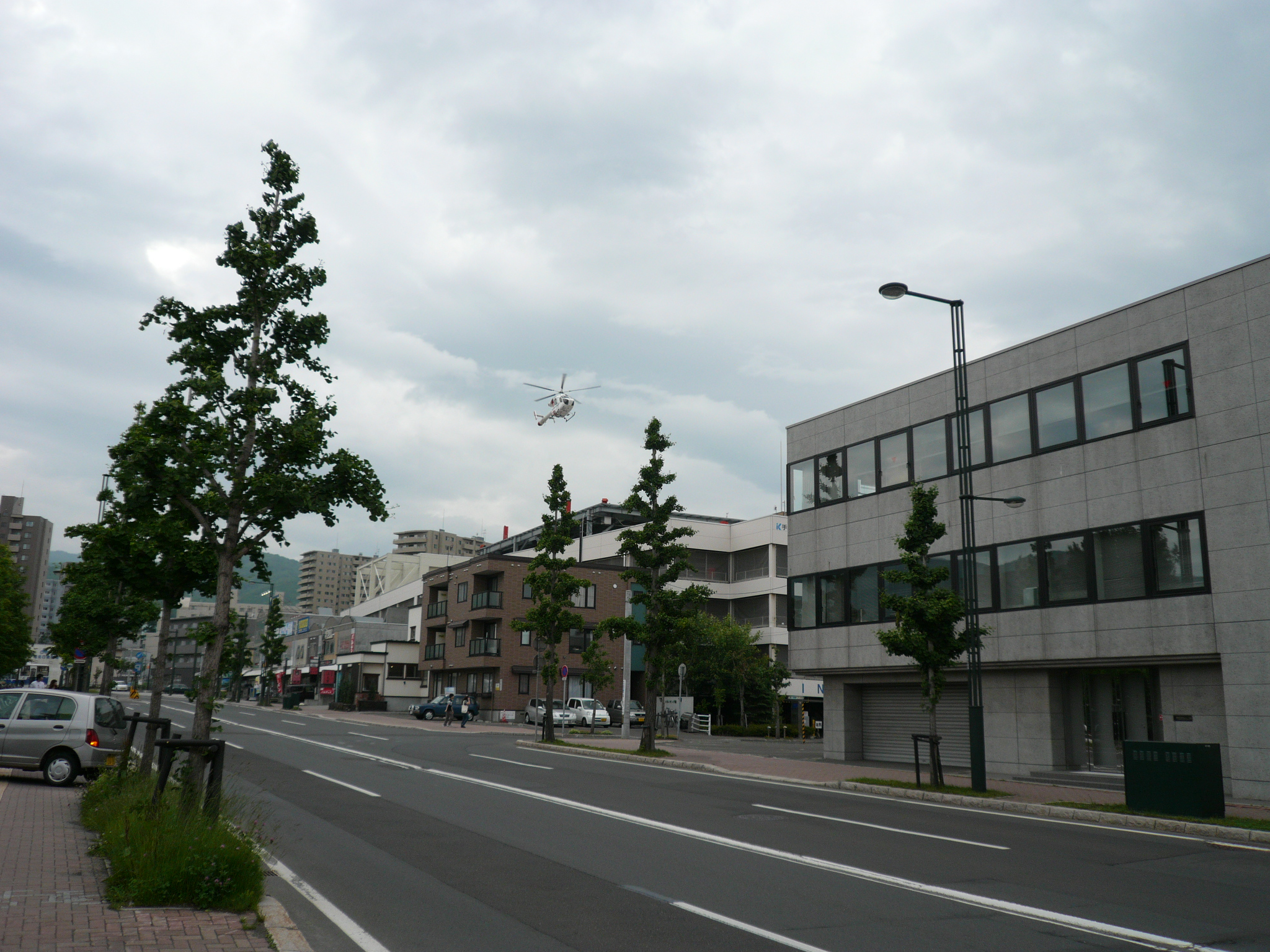
ドクターヘリ（2009年6月）

## 施設認定
| 日本内科学会認定医制度教育病院                                  | 日本高血圧学会専門医制度研修施設                              |
| 日本プライマリ・ケア学会認定医制度認定研修施設                  | 日本家庭医療学会後期研修プログラム認定施設                    |
| 日本老年医学会認定老年病専門医制度認定施設                      | 日本精神神経学会精神科専門医制度研修施設                      |
| 日本血液学会専門医制度研修施設                                  | 日本内分泌・甲状腺外科学会専門医認定施設                      |
| 日本呼吸器学会専門医制度認定施設                                | 日本呼吸器内視鏡学会気管支鏡指導医認定医制度認定施設          |
| 日本消化器病学会専門医制度認定施設                              | 日本消化管学会胃腸科指導施設                                  |
| 日本消化器内視鏡学会専門医制度指導施設                          | 日本肝臓学会専門医制度認定施設                                |
| 日本胆道学会認定指導医制度指導施設                              | 日本循環器学会認定循環器専門医制度循環器研修施設              |
| 日本超音波医学会認定超音波専門医制度研修施設                    | 日本透析医学会専門医制度認定教育施設                          |
| 日本臨床腫瘍学会認定研修施設                                    | 日本腎臓学会腎臓専門医制度研修施設                            |
| 日本小児科学会専門医制度研修施設                                | 日本リウマチ学会認定教育施設                                  |
| 日本アレルギー学会認定教育施設（呼吸器科）                      | 日本アレルギー学会準認定教育施設（総合内科・小児科）          |
| 日本小児循環器学会専門医修練施設                                | 日本外科学会外科専門医制度指定施設                            |
| 日本胸部外科学会認定医認定制度指定施設                          | 日本肝胆膵外科学会高度技能医修練施設A                         |
| 日本消化器外科学会専門医制度専門医修練施設                      | 日本外科感染症学会外科周術期感染管理教育施設                  |
| 日本乳癌学会認定医・専門医制度関連施設                          | 日本整形外科学会専門医制度研修施設                            |
| 日本手外科学会認定手外科専門医制度基幹研修施設                  | 日本形成外科学会教育関連施設                                  |
| 日本脳神経外科学会専門医認定制度訓練施設                        | 日本脳神経血管内治療学会専門医制度研修施設                    |
| 日本神経学会専門医制度教育関連施設                              | 日本脳卒中学会認定研修教育病院                                |
| 日本呼吸器外科学会専門医合同委員会 呼吸器外科専門医制度基幹施設 | 3学会構成心臓血管外科専門医認定基幹施設                       |
| 日本心血管インターベンション学会認定研修施設                    | 日本インターベンショナルラジオロジー（IVR）学会専門医修練施設 |
| 日本不整脈学会・日本心電学会認定不整脈専門医研修施設            | 日本脈管学会認定研修指定施設                                  |
| 日本産科婦人科学会専門医制度専攻医指導施設                      | 日本生殖医学会生殖医療専門医制度認定研修施設                  |
| 日本産科婦人科内視鏡学会認定研修施設                            | 日本婦人科腫瘍学会専門医制度指定修練施設                      |
| 日本泌尿器科学会専門医制度専門医教育施設                        | 日本眼科学会専門医制度研修施設                                |
| 日本周産期・新生児医学会周産期専門医制度補完施設                | 日本耳鼻咽喉科学会専門医研修施設                              |
| 日本気管食道科学会認定気管食道科専門医研修施設（咽喉系）        | 日本医学放射線学会放射線科専門医修練機関                      |
| 日本放射線腫瘍学会専門医研修施設                                | 日本病理学会病理専門医制度認定研修施設B                       |
| 日本臨床細胞学会専門医制度認定施設                              | 日本麻酔科学会麻酔指導病院                                    |
| 日本救急医学会専門医制度専門医指定施設                          | 日本救急医学会指導医指定施設                                  |
| 日本航空医療学会認定施設                                        | 日本口腔外科学会専門医制度研修機関                            |

## アクセス・駐車場
北海道旅客鉄道（JR北海道）手稲駅北口に近接している。病院周辺には渓仁会グループの手稲家庭医療クリニックや手稲つむぎの杜がある。
- 立体駐車場：550台

## その他

### ドキュメンタリー
- NHK BS1スペシャル『コロナ 医療現場の叫び〜北海道 救急病院の1か月〜』（2021年3月7日、NHK BS1）[5][6]